# 라울 게론

라울 게론(Raúl Guerrón)은 에콰도르의 전 축구 선수로, 포지션은 수비수였다. 본명은 라울 페르난도 게론 멘데스(Raúl Fernando Guerrón Méndez)이며, 2002 한일월드컵에 참가한 바 있다.